# Feiertage in Finnland
In Finnland bestehen die im Folgenden aufgeführten Feiertage:

## Gesetzliche Feiertage
Diese Feiertage sind arbeitsfrei und gelten landesweit:
| Feiertag (Deutsch)            | Feiertag (Finnisch)  | Feiertag (Schwedisch)  | Datum                                        |
| ----------------------------- | -------------------- | ---------------------- | -------------------------------------------- |
| Neujahr                       | Uudenvuodenpäivä     | Nyårsdagen             | 1. Januar                                    |
| Heilige Drei Könige           | Loppiainen           | Trettondag jul         | 6. Januar                                    |
| Karfreitag                    | Pitkäperjantai       | Långfredagen           | Ostersonntag − 2 Tage                        |
| Ostersonntag                  | Pääsiäispäivä        | Påskdagen              | Sonntag nach dem ersten Vollmond im Frühling |
| Ostermontag                   | Toinen pääsiäispäivä | Annandag påsk          | Ostersonntag + 1 Tag                         |
| Maifeiertag                   | Vappu                | Första maj             | 1. Mai                                       |
| Christi Himmelfahrt           | Helatorstai          | Kristi himmelsfärdsdag | Ostersonntag + 39 Tage                       |
| Pfingsten                     | Helluntaipäivä       | Pingst                 | Ostersonntag + 49 Tage                       |
| Mittsommertag                 | Juhannuspäivä        | Midsommardagen         | im Juni                                      |
| Allerheiligen                 | Pyhäinpäivä          | Alla helgons dag       | Erster Samstag im November                   |
| Unabhängigkeitstag            | Itsenäisyyspäivä     | Självständighetsdagen  | 6. Dezember                                  |
| 1. Weihnachtstag              | Joulupäivä           | Juldagen               | 25. Dezember                                 |
| 2. Weihnachtstag, Stephanstag | Tapaninpäivä         | Annandag jul           | 26. Dezember                                 |